# お台場APPSラボ
お台場APPSラボ（おだいばあっぷすらぼ）は、2010年5月7日と7月30日の深夜に単発番組としてフジテレビ系列で放送された番組。
2010年12月5日からスカパーフジテレビONEで「お台場APPSラボ 〜シーズン2〜」としてレギュラーで放送されている。

## 内容
- iPhoneを所有しているロンドンブーツ1号2号の田村淳とつるの剛士が、iPhoneのアプリケーションAPPSを二人が企画して制作し、App Storeで配信するといった番組。
- この番組で紹介したAPPSが、APPSのランキングで上位に入ったり、田村が考えたAPPSが15万ダウンロードされるなどしている。

### 放送日
地上波
- 2010年5月7日
- 2010年7月30日（生放送）
- 2013年3月25日
- 2015年3月30日

シーズン2
- 2010年12月5日

## 出演
- 田村淳（ロンドンブーツ1号2号）
- つるの剛士
- 研究助手：遠藤玲子（フジテレビアナウンサー）
- 強力助っ人1：ミスターAPPS
- 強力助っ人2：山崎祥（ユビキタスエンターテインメント）

## この番組から生まれたAPPS
田村淳 企画
- 「100質」
  - 100の質問に答えていき、まったく同じ回答した運命の人が分かるといったAPPS。また、質問が新しくなったリニューアル版も配信されている。
  - 生放送終了後、ランキング1位を獲得。15万ダウンロードを達成。

つるの剛士 企画
- 「セミMAPS」
  - つるの自身が書いたセミのイラストに乗せて、つるのがセミについて説明しているセミ図鑑APPS。また、ツイッターに連動しており、どこでどのセミが鳴いているかをアップできる。
  - 8000ダウンロードを達成。

## スタッフ
2015年3月30日放送分
- ナレーター：渡辺和洋（フジテレビアナウンサー）
- 構成：小笠原英樹
- 作家：鈴木功治、飯尾亮昌
- 美術プロデューサー：古江学
- デザイン：鈴木賢太
- 美術進行：鈴木真吾
- 大道具：瀬名波康之
- アクリル装飾：稲垣雄二
- 電飾・特殊装置：佐藤智之
- メイク：山田かつら
- TD／SW：斉藤伸介
- CAM：高瀬和彦
- VE：小幡茂樹（小幡成樹）
- AUD：福田暁史
- LD：三觜繁
- 編集：中島史雄
- MA：渡邊優久
- 音効：星裕介
- 技術協力：fmt、IMAGICA、4-Legs
- 制作協力：HIHO-TV
- TK：水越理恵
- デスク：福田有岐
- AD：竹井卓、佐藤千尋
- ディレクター：三宅佑治、志賀一寿
- 演出：岩下英生
- 総合演出：疋田雅一
- チーフプロデューサー：三浦淳
- 制作：フジテレビバラエティ制作センター
- 制作著作：フジテレビ